# Левелок (Аляска)
Левелок (англ. Levelock) — переписна місцевість (CDP) в США, в окрузі Лейк-енд-Пенінсула штату Аляска. Населення — 69 осіб (2010).

## Географія
Левелок розташований за координатами 59°4′49″ пн. ш. 156°54′19″ зх. д. / 59.08028° пн. ш. 156.90528° зх. д. (59.080210, -156.905229).  За даними Бюро перепису населення США в 2010 році переписна місцевість мала площу 31,33 км², уся площа — суходіл. В 2017 році площа становила 43,32 км², уся площа — суходіл.

## Демографія
Згідно з переписом 2010 року, у переписній місцевості мешкало 69 осіб у 27 домогосподарствах у складі 16 родин. Густота населення становила 2 особи/км².  Було 48 помешкань (2/км²).
Расовий склад населення:
| - 84,1 % — корінних американців - 10,1 % — білих |

До двох чи більше рас належало 5,8 %. Частка іспаномовних становила 0,0 % від усіх жителів.
За віковим діапазоном населення розподілялося таким чином: 30,4 % — особи молодші 18 років, 66,7 % — особи у віці 18—64 років, 2,9 % — особи у віці 65 років та старші. Медіана віку мешканця становила 32,5 року. На 100 осіб жіночої статі у переписній місцевості припадало 122,6 чоловіків;  на 100 жінок у віці від 18 років та старших — 140,0 чоловіків також старших 18 років.
Середній дохід на одне домашнє господарство  становив 47 323 долари США (медіана — 37 813), а середній дохід на одну сім'ю — 55 770 доларів (медіана — 39 688). За межею бідності перебувало 20,2 % осіб, у тому числі 22,0 % дітей у віці до 18 років та 0,0 % осіб у віці 65 років та старших.
Цивільне працевлаштоване населення становило 45 осіб. Основні галузі зайнятості: освіта, охорона здоров'я та соціальна допомога — 35,6 %, публічна адміністрація — 26,7 %, транспорт — 13,3 %, мистецтво, розваги та відпочинок — 6,7 %.